# کیسه آمنیوتیک
کیسهٔ آمنیوتیک (به انگلیسی: Amniotic sac) یا کیسهٔ آب، نام کیسه‌ای است که جنین در آن در مایع آمنیوتیک رشد می‌کند. این کیسه بی‌رنگ است.
آمنیوسنتز یک روش پزشکی است که در آن از مایع آمنیوتیک نمونه‌برداری می‌شود. از این روش معمولاً به منظور تشخیص پیش از تولد بیماری‌های کروموزومی و عفونت‌های جنینی استفاده می‌شود.
کیسهٔ آمنیوتیک و مایع درون آن اجازه می‌دهند که جنین، به‌طور آزادانه در رحم حرکت کند و باعث محافظت از جنین نیز می‌شود. همچنین کیسهٔ آمنیوتیک، در کنار بند ناف یکی از امن‌ترین منابع برای برداشت سلول‌های بنیادی انسانی است.